# Trockener Kahlkopf
Der Trockene Kahlkopf oder Heide-Kahlkopf  (Deconica montana, syn. Psilocybe montana, Psilocybe atrorufa) ist ein Ständerpilz aus der Familie der Träuschlingsverwandten (Strophariaceae). Er bildet sehr kleine bis kleine Fruchtkörper.
Sein gängiges Synonym ist Psilocybe atrorufa. Weitere, veraltete Synonyme der Art sind P. muscorum und P. physaloides. Galt früher die Einordnung in den Subtyp Deconica  und P. montana als die Typusart der Kahlköpfe, so wird die Art heute der Gattung Deconica zugerechnet.

## Merkmale

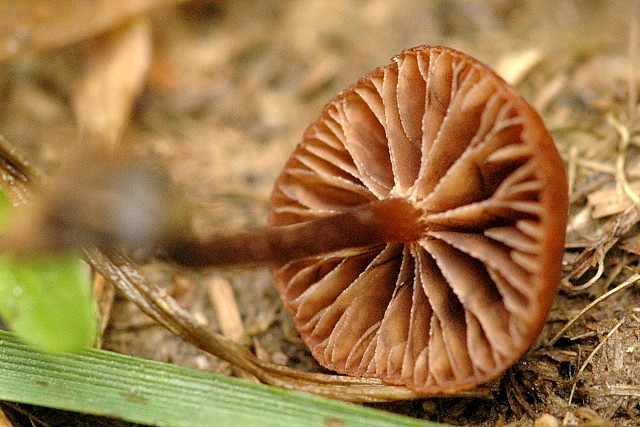
Hutunterseite mit den Lamellen

### Makroskopische Merkmale
Der kräftig (rot)braun bis dunkelbraun gefärbte Hut ist anfangs kugelig, dann polsterartig geformt und verflacht mit zunehmendem Alter schirmförmig. Der Durchmesser beträgt 5–25 mm. Zudem ist er stark hygrophan, was den einzelnen Exemplaren Variabilität in der Farbe, hin zu dunkleren Tönen verleiht, welche während des Eintrocknens unter Umständen wieder verblassen. Die Huthaut ist glatt, unter schwülen Verhältnissen feucht-klebrig und lässt sich abziehen. Von der Hutmitte gehen radiale Riefen aus.
Der Hutrand verläuft glatt, später gerieft und bisweilen wellig.
Die Lamellen sind bauchig, fast dreieckig, gerade und kurz herablaufend angewachsen. Sie stehen normal bis mäßig weit 2 mm auseinander und sind mit bis zu 3 Lamelletten untermischt. Die Farbe ist erst cremefarben, dann ocker-braun und schließlich kräftig braun-violettartig. Die Kanten sind fein umsäumt. Das Sporenpulver hat eine lila-bräunliche oder grau-braune Farbe.
Der spröde Stiel ist glatt, 1,5–4 cm lang, 1–2 mm dick und in der Farbe dem dunklen Hut sehr ähnlich. Seine Textur ist längsfaserig. Die Form ist entweder gerade oder gewunden, mit höchstens leicht verdickter Stielbasis. Die Spitze ist bereift. Ältere Exemplare haben hohle Stiele.
Das Fleisch ist im Hut dünn, klebrig und bräunlich, im Stiel zäh, elastisch. Es riecht schwach mehlig und schmeckt leicht bitter.

### Mikroskopische Merkmale
Die Sporen messen etwa 7,0–9,5 × 4,5–6,0 µm. Sie sind oval bis mandelförmig sowie glatt- und dickwandig. Sie besitzen jeweils einen apikalen Keimporus und ein unauffällig hiläres Anhängsel. Die 4-sporigen Basidien sind 12–23 × 4–9 µm groß.

## Artabgrenzung
Eine hohe Verwechslungsgefahr geht von kleinsporigen Kahlköpfen, etwa dem Moos-Kahlkopf (Psilocybe muscorum) oder dem Heide-Kahlkopf (Psilocybe physaloides) aus. Die beiden Taxa werden in aktueller Bestimmungsliteratur jedoch als Synonym aufgeführt und gelten dadurch nicht mehr als eigene Arten. Ein weiterer Doppelgänger ist der Feingeriefte Kahlkopf, der einen nur unscheinbar gerieften Hutrand besitzt, dessen Textur bei Feuchtigkeit deutlicher erkennbar ist.

## Ökologie
Psilocybe montana zählt zu den Saprobionten, ernährt sich aber möglicherweise auch parasitär. Die Art wird oft zwischen Moosen aufgefunden. Dazu zählen vor allem die Widertonmoose (Polytrichum), Schönschnabelmoose (Eurhynchium) und Kegelmoose (Brachythecium).
Der Pilz wächst in exponierten Habitaten wie Dünen, Heide, baumloser Tundra und lichten Nadelwäldern, meist auf sauren, nährstoffarmen Böden. Von der Beschaffenheit können diese sandig und gut wasserdurchlässig sein. Auch Wegränder und Magerrasen zählen zu seinem Lebensraum, das Vorhandensein von Dung ist wachstumsfördernd. Diesen besiedelt er jedoch nicht direkt.
Das Artepitheton montana deutet auf Vorkommen in bergigen Lagen hin, die zum Teil bis über die Baumgrenze gehen. Die Wachstumszeit beginnt im März und erstreckt sich bis November, in frostfreien Wintermonaten auch über das ganze Jahr.

## Vorkommen
Der Trockene Kahlkopf ist weltweit, in einer Vielzahl von Regionen und Klimazonen verbreitet, am dichtesten kommt er in Europa, bzw. Deutschland, Großbritannien, Norwegen und den voralpinen Gebieten der Schweiz vor. Auch in Nordamerika, darunter Kalifornien, Kolumbien und Mexiko wurde die Art nachgewiesen. In Südamerika (Venezuela) ist er an feuchten Standorten anzutreffen. Dazu kommen weite Teile Asiens, hauptsächlich Russland, China und selten Japan, wo er im Hochgebirge wächst. In Mitteleuropa kommt die Art, in Anbetracht der passenden ökologischen Bedingungen, weit verbreitet aber zerstreut vor.

## Systematik und Taxonomie
Psilocybe montana war früher die Typusart der Gattung Psilocybe. Weil die Fruchtkörper aber keine halluzinogenen Tryptamin-Derivate wie Psilocybin oder Psilocin enthalten, werden die Fruchtkörper beim Berühren auch nicht blaufleckig, wie es für die halluzinogenen Vertreter der Gattung typisch ist. Molekulare Studien in den späten 2000er Jahren zeigten, dass die Gattung Psilocybe polyphyletisch war und aus zwei deutlich getrennten Abstammungslinien bestand, mit blauenden Arten in einem Ast und nicht blauenden Arten im anderen.  Dennoch war ein Aufteilen der Gattung nicht unproblematisch, da der Name Psilocybe mit der Typusart Psilocybe montana verbunden war und somit die Abstammungslinien mit den nicht blauenden Arten den Namen hätte behalten müssen, während man dem Ast mit den halluzinogenen, blauenden Arten einen neuen Gattungsnamen hätte geben müssen. Da der Name Psilocybe aber allgemein mit halluzinogenen Pilzen assoziiert wurde, wurde der Vorschlag gemacht, entgegen den Richtlinien der botanischen Nomenklatur, den Namen für den halluzinogenen Abstammungsast zu konservieren und Psilocybe semilanceata zur neuen Typusart der Gattung zu machen. Die nicht blauenden Arten sollten stattdessen den Namen Deconica bekommen. Im Jahr 2009 wurde dieser Vorschlag vom Nomenklatur-Ausschuss für Pilze einstimmig angenommen.

## Speisewert
Die Kahlköpfe sind generell keine Speisepilze und geschmacklich unangenehm. Die meisten sind als ungenießbar beschrieben, manche Arten als nicht minder giftig. Der Trockene Kahlkopf ist als giftig eingestuft, seine Pharmakologie jedoch kaum erforscht. Es wurden bisher keine psychoaktiven Stoffe wie die Indolalkaloide Psilocybin, Baeocystin oder Psilocin nachgewiesen, die von anderen Vertretern der Gattung Psilocybe bekannt sind.